# HMS Albion (1898)
HMS Albion – brytyjski pancernik (przeddrednot) z przełomu XIX i XX wieku, jeden z sześciu okrętów typu Canopus.
Wszedł w skład w Royal Navy w 1901 roku. Przeznaczony do służby na Dalekim Wschodzie, został skierowany do Chin, gdzie pozostawał do roku 1905. Następnie służył na wodach brytyjskich, Oceanie Atlantyckim i Morzu Śródziemnym. Po wybuchu I wojny światowej uczestniczył w zabezpieczaniu brytyjskich linii żeglugowych i działaniach w Afryce Południowo-Zachodniej. W początkach 1915 roku dołączył do zespołu okrętów wyznaczonych do forsowania cieśnin tureckich. Kilkakrotnie uszkodzony w pojedynkach artyleryjskich z bateriami brzegowymi, operował przez pewien czas w rejonie Salonik, by w kwietniu 1916 roku powrócić do Wielkiej Brytanii. Zdeklasowany do roli okrętu dozorowego pełnił tę służbę do końca działań wojennych. Sprzedany na złom w roku 1919.

## Budowa
„Albion” był jednym z sześciu pancerników typu Canopus, zaprojektowanych przez sir Williama White'a do służby na Dalekim Wschodzie, których wymiary pozwalały na swobodną żeglugę przez Kanał Sueski. Stępkę okrętu położono w stoczni Thames Iron Works w Blackwall 3 grudnia 1896 roku. Ceremonia wodowania, która odbyła się 21 czerwca 1898 roku, miała tragiczny przebieg. Wkrótce po tym, gdy księżna Yorku nadała nazwę jednostce, kadłub spływający do wody po pochylni wywołał w basenie stoczniowym falę, która zalała tymczasową konstrukcję z około 200 widzami i rozbiła ją. 34 osoby, głównie kobiety i dzieci, poniosły śmierć. Zdarzenie to zostało uwiecznione na jednym z pionierskich filmów, jego cyfrowa wersja dostępna jest w Internecie.
Prace wykończeniowe na okręcie uległy opóźnieniu, spowodowanemu kłopotami z dostawą maszyn parowych. Pod koniec 1900 roku rozpoczęto rejsy próbne, przerywane przez awarie maszyn i problemy z uzbrojeniem. Ostatecznie okręt został przyjęty do służby w Royal Navy 25 czerwca 1901 roku. Koszt jego budowy wyniósł 858 745 ówczesnych funtów szterlingów bez artylerii, dostarczonej przez arsenał marynarki, której koszt wynosił 54 800 funtów dla każdego z okrętów typu.

## Opis konstrukcji

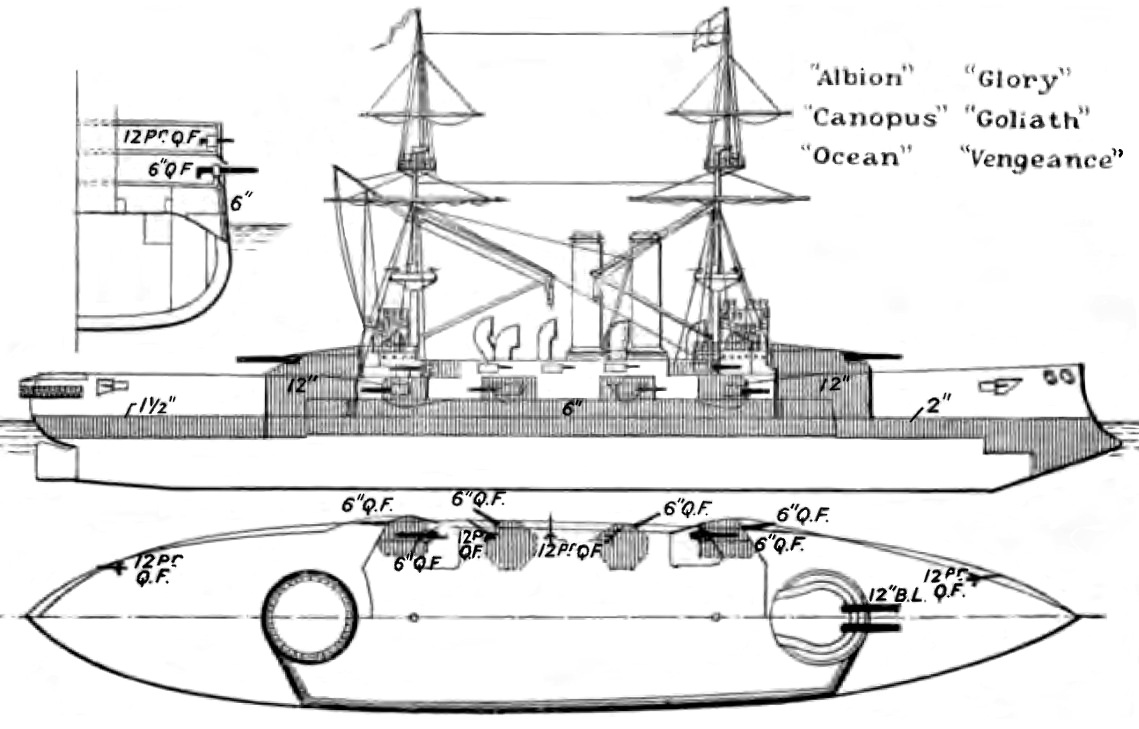
Plan opancerzenia i uzbrojenia pancerników typu Canopus

Projektowany do służby kolonialnej „Albion”, oraz pozostałe okręty typu Canopus, miał w porównaniu do poprzedników – pancerników typu Majestic – mniejszą o około 2000 ton wyporność i większą prędkość maksymalną. Jego kadłub był dłuższy, lecz węższy. W celu zaoszczędzenia na wadze okręt miał pancerz mniejszej grubości niż typ Majestic, ale jego najważniejsze składniki wykonane zostały ze stali Kruppa zamiast mniej odpornej stali Harveya. Nadal jednak pancerz był dość słaby, porównywalny z pancernikami drugiej klasy. W czasie projektowania schematu opancerzenia przewidziano także instalację dodatkowego jednocalowego (25,4 mm) pokładu pancernego, znajdującego się powyżej górnego skraju pancerza burtowego. Ten specjalny pancerz miał chronić przed skutkiem uderzeń pocisków dział stromotorowych, w jakie według raportów wywiadu planowała wyposażyć swoje jednostki pływające Francja. Raporty te jednak okazały się błędne.
Jednostki typu Canopus były pierwszymi brytyjskimi pancernikami wyposażonymi w kotły wodnorurkowe w miejsce dotychczas stosowanych kotłów cylindrycznych. Nowe kotły generowały więcej mocy przy mniejszej objętości i masie. Ich zastosowanie wymusiło ustawienie kominów w osi symetrii kadłuba, jeden za drugim, w przeciwieństwie do kominów ustawionych obok siebie na wielu wcześniejszych okrętach wyposażonych w kotły starego typu. 20 kotłów francuskiego typu Belleville'a dostarczało parę do dwóch pionowych, trzycylindrowych maszyn parowych potrójnego rozprężania o łącznej mocy indykowanej 13 500 hp. Okręty były oszczędne, zużywały 10 ton węgla na godzinę przy pełnej prędkości, która według założeń projektu wynosiła 18,25 węzła i była o dwa węzły większa w stosunku do poprzedniego typu Majestic. Na próbie prędkości maksymalnej na mili pomiarowej „Albion” osiągnął, w złych warunkach pogodowych, 17,8 węzła przy mocy indykowanej 13 885 hp i 108 obrotach śrub na minutę.
Głównym uzbrojeniem pancernika były cztery działa kalibru 305 mm o długości luf 35 kalibrów. Były one zamontowane w dwudziałowych wieżach, po jednej na dziobie i rufie, na okrągłych barbetach. Działa mogły być ładowane w każdej pozycji względem osi okrętu, ale tylko przy określonym kącie podniesienia. Okręt był także wyposażony w 12 dział kal. 152 mm o długości lufy 40 kalibrów zamontowanych w opancerzonych kazamatach na sponsonach, dzięki czemu mogły strzelać do przodu i tyłu, oraz 16 dział 12-funtowych (kal. 76 mm), sześć 3-funtowych (kal. 47 mm), a także cztery podwodne wyrzutnie torpedowe kal. 450 mm z zapasem 14 torped. Uzbrojenie uzupełniały dwa kutry parowe, dla których przewożono pięć specjalnych torped kal. 356 mm.

## Służba operacyjna
Pancernik został przyjęty do służby 25 czerwca 1901 roku w Chatham Dockyard i wysłany do Hongkongu, gdzie 9 września zastąpił w roli okrętu flagowego drugiego admirała China Station pełniący dotychczas tę funkcję pancernik „Barfleur”. W czasie swej służby na Dalekim Wschodzie dwukrotnie, w 1902 i 1905 roku, przeszedł przeglądy w stoczni w Hongkongu. W 1905 roku Wielka Brytania i Japonia ratyfikowały układ o współpracy, dzięki czemu Brytyjczycy mogli zmniejszyć swe zaangażowanie militarne w rejonie i wycofać do metropolii ciężkie okręty. „Albion” odpłynął do Wielkiej Brytanii przez Singapur, gdzie dołączyły do niego siostrzane „Ocean” i „Vengeance” oraz pancernik „Centurion”. 20 czerwca cztery okręty liniowe odpłynęły do Plymouth, gdzie dotarły 2 sierpnia 1905 roku.
W sierpniu „Albion” wszedł w skład Floty Kanału. 26 września 1905 roku, zderzył się w Lerwick z pancernikiem „Duncan”, odnosząc jednak znikome uszkodzenia. 3 kwietnia 1906 roku okręt został przeniesiony do rezerwy (ang. commissioned reserve) w Chatham, gdzie przeszedł przegląd kotłów i maszyn. 25 lutego 1907 roku przepłynął do Portsmouth i następnego dnia został przywrócony do tymczasowej służby w tamtejszym dywizjonie pancerników Home Fleet. 26 marca tegoż roku został na stałe przydzielony do Floty Atlantyku. W latach 1908 i 1909 przechodził remonty w Gibraltarze i na Malcie, podczas których otrzymał między innymi system kierowania ogniem artyleryjskim. W dniach 17–24 lipca 1909 roku przebywał wraz z flotą w Londynie. 31 lipca 1909 roku uczestniczył w przeglądzie floty w Cowes, w którym wzięły udział jednostki Home Fleet i Atlantic Fleet. Przeglądu dokonał król Edward VII i królowa Aleksandra.
„Albion” zakończył służbę we Flocie Atlantyku 25 sierpnia 1909 roku. Następnie przeszedł do Nore, gdzie służył w 4. Dywizjonie Pancerników Home Fleet. W maju 1912 roku został częścią 3. Floty w Nore. W tym samym roku przeszedł w Chatham przegląd stoczniowy połączony z remontem. W 1913 roku stacjonował w Pembroke Dock.
Po wybuchu I wojny światowej wszedł w skład 8. Eskadry Pancerników Channel Fleet. 15 sierpnia 1914 roku, po reorganizacji floty, został drugim okrętem flagowym nowej 7. Eskadry Bojowej. 21 sierpnia 1914 roku został wraz z kilkoma innymi pancernikami wysłany przez Gibraltar w rejon São Vicente na Wyspach Zielonego Przylądka, dla zapewnienia wsparcia własnym krążownikom na wypadek przedarcia się na otwarty Atlantyk niemieckich ciężkich okrętów i zagrożenia brytyjskim liniom żeglugowym, czego obawiała się Admiralicja. Od września przestał pełnić rolę okrętu flagowego i operował w rejonie od Wysp Zielonego Przylądka po Wyspy Kanaryjskie. W październiku 1914 roku przeszedł do Afryki Południowej, gdzie podjął służbę okrętu strażniczego w Walvis Bay. W grudniu 1914 roku i styczniu roku 1915 brał udział w alianckich akcjach przeciw niemieckim posiadłościom w Afryce Południowo-Zachodniej.

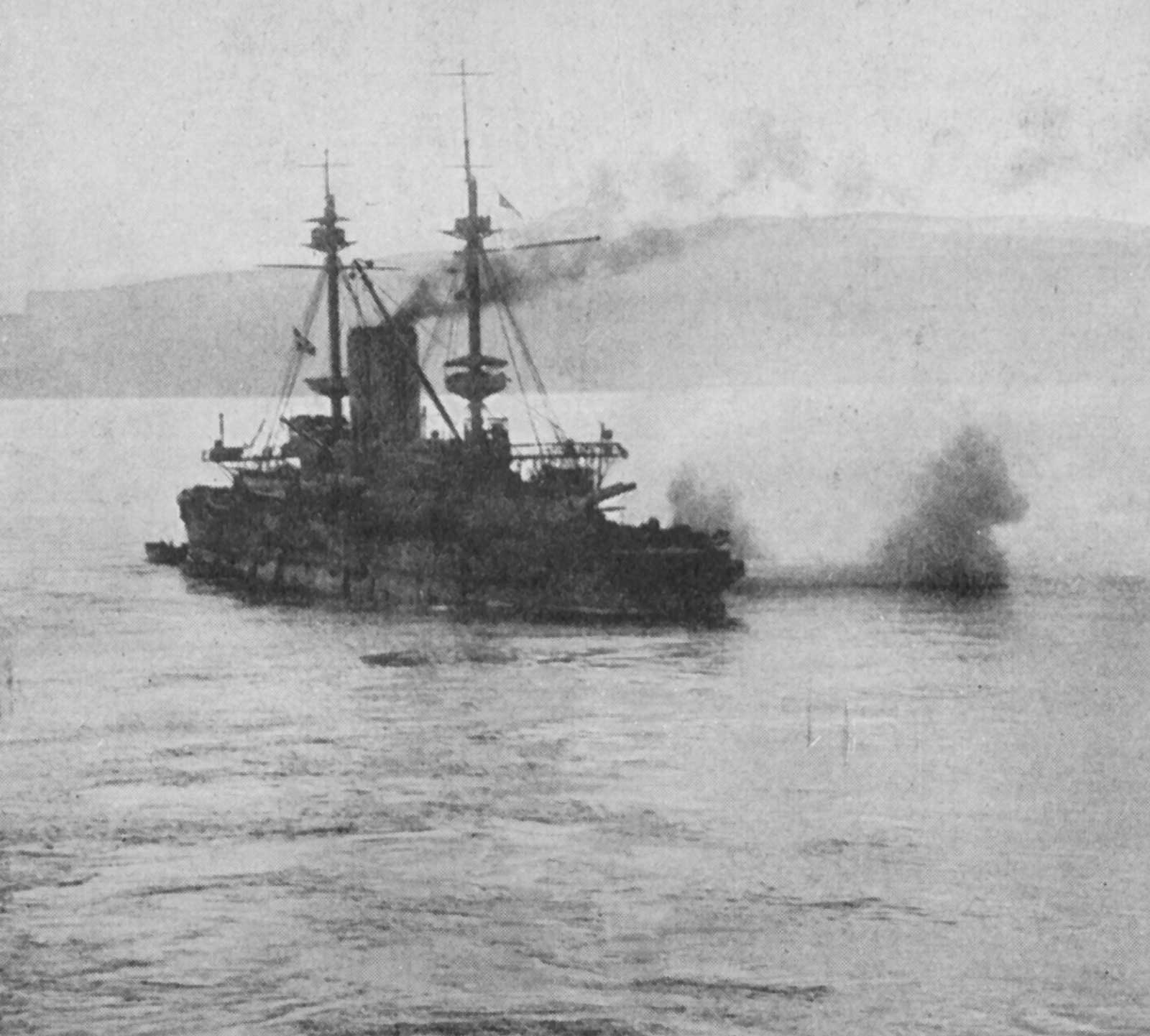
„Albion” pod ogniem tureckich baterii podczas operacji dardanelskiej

W styczniu 1915 roku został przeniesiony na Morze Śródziemne, by wziąć udział w kampanii dardanelskiej. Brał udział w pierwszym bombardowaniu tureckich fortów broniących wejścia do Dardaneli 18 i 19 lutego 1915 roku. „Albion”, „Majestic” i „Triumph” zostały pierwszymi alianckimi pancernikami, które weszły do cieśniny Bosfor w czasie kampanii 26 lutego, ostrzeliwując wewnętrzne forty. Okręt wspierał następnie pierwsze lądowanie alianckie pod koniec lutego i na początku marca. 1 marca został kilkakrotnie trafiony, odnosząc nieznaczne uszkodzenia. 18 marca 1915 roku uczestniczył w głównym ataku na forty, a 25 kwietnia wspierał desant wojsk lądowych w pobliżu przylądka Helles. 28 kwietnia został trafiony przez baterie nabrzeżne w czasie ataku na Krithia, co spowodowało wycofanie go do bazy na Mudros w celu naprawy uszkodzeń. Po powrocie do linii, 2 maja 1915 roku ponownie został uszkodzony i odesłany na Mudros na kolejny remont.
Nocą z 22 na 23 maja 1915 roku „Albion” wszedł na mieliznę w pobliżu Gaba Tepe i dostał się pod ciężki ogień artylerii tureckiej. Otrzymał około 200 trafień pociskami odłamkowymi, które nie przebiły co prawda pancerza okrętu i nie spowodowały poważniejszych uszkodzeń, ale były przyczyną dwóch ofiar śmiertelnych i dziewięciu rannych wśród załogi. Okręt odciążono i po nieudanych próbach samodzielnego zejścia z mielizny, 24 maja odholował go ze strefy ostrzału siostrzany „Canopus”. Oba okręty osłaniał ogniem swych dział pancernik „Lord Nelson”. 26 maja „Albion” odpłynął na Maltę na remont, który trwał do czerwca 1915 roku. 4 października wpłynął do Salonik, gdzie stał się jednostką 3. Eskadry (ang. 3rd Detached Squadron), która asystowała marynarce francuskiej w blokowaniu wybrzeża Grecji i Bułgarii oraz wzmacniała siły patrolowe Kanału Sueskiego. Na jego pokładzie do Salonik dotarł pierwszy, liczący 1500 żołnierzy kontyngent wojsk brytyjskich, uczestniczył również w eskorcie francuskich konwojów z wojskiem, płynących do Grecji. Służył w rejonie Salonik do kwietnia roku 1916, następnie powrócił do Wielkiej Brytanii, gdzie został okrętem dozorowym w Queenstown (Irlandia). W maju 1916 roku przeszedł do Devonport na przegląd. Po jego zakończeniu w sierpniu 1916 roku ponownie pełnił funkcję okrętu dozorowego w Humber i rejonie zachodniego wybrzeża Anglii.
Od października 1918 roku przestarzały pancernik został wycofany z linii i odstawiony w Devonport jako okręt koszarowy. W sierpniu 1919 roku został umieszczony na liście okrętów przeznaczonych do sprzedaży. 11 grudnia został sprzedany firmie rozbiórkowej T.W. Ward za kwotę 32 755 funtów szterlingów. 3 stycznia 1920 roku wypłynął z Devonport i trzy dni później o własnych siłach dotarł do Morecambe, gdzie został zezłomowany.